# Lemme de Schwarz
Pour les articles homonymes, voir Schwarz.
Ne doit pas être confondu avec Théorème de Schwarz ou Lemme de Schwartz-Zippel.
Le lemme de Schwarz est un lemme d'analyse complexe, donnant des contraintes sur les fonctions holomorphes du disque unité dans lui-même. Il ne faut pas le confondre avec un autre résultat d'analyse complexe, le principe de réflexion de Schwarz (en).

## Énoncé
Soit {\displaystyle f} une fonction holomorphe dans le disque ouvert D de centre 0 et de rayon 1, et telle que :
- {\displaystyle f(0)=0}
- {\displaystyle \forall z\in \mathrm {D} \quad |f(z)|\leq 1}.

Alors on a :
Si, de plus, il existe un élément non nul {\displaystyle z_{0}} de D vérifiant {\displaystyle |f(z_{0})|=|z_{0}|}, ou bien si {\displaystyle |f'(0)|=1}, alors il existe un nombre complexe {\displaystyle a} de module 1 tel que {\displaystyle f(z)=az} pour tout {\displaystyle z} appartenant à {\displaystyle D}.

## Preuve
La preuve est une application directe du principe du maximum.

## Lemme de Schwarz-Pick
Une variante du lemme de Schwarz est le lemme de Schwarz-Pick, nommé en l'honneur de Georg Pick, permettant de déterminer les automorphismes analytiques du disque unité :

Soit f : D → D une fonction holomorphe. Alors, pour tout z1, z2 ∈ D,
{\displaystyle \left|{\frac {f(z_{1})-f(z_{2})}{1-{\overline {f(z_{1})}}f(z_{2})}}\right|\leq \left|{\frac {z_{1}-z_{2}}{1-{\overline {z_{1}}}z_{2}}}\right|}
et, pour tout z ∈ D,
{\displaystyle {\frac {\left|f'(z)\right|}{1-\left|f(z)\right|^{2}}}\leq {\frac {1}{1-\left|z\right|^{2}}}}.

L'expression
{\displaystyle d(z_{1},z_{2})=\tanh ^{-1}\left|{\frac {z_{1}-z_{2}}{1-{\overline {z_{1}}}z_{2}}}\right|}
est une distance au sens de la métrique de Poincaré. Le lemme de Schwarz-Pick nous donne que toute fonction holomorphe du disque unité dans lui-même réduit la distance entre deux points au sens de la métrique de Poincaré. Si l'égalité a lieu dans l'une des deux inégalités du lemme (ce qui est équivalent à dire que l'application holomorphe f préserve la distance dans la métrique de Poincaré), alors f est un automorphisme analytique, donné par une transformation de Möbius envoyant le disque unité vers lui-même.
Un énoncé équivalent sur le demi-plan de Poincaré H peut être fait :

Soit f : H → H une fonction holomorphe. Alors, pour tout, z1, z2 ∈ H,
{\displaystyle \left|{\frac {f(z_{1})-f(z_{2})}{{\overline {f(z_{1})}}-f(z_{2})}}\right|\leq {\frac {\left|z_{1}-z_{2}\right|}{\left|{\overline {z_{1}}}-z_{2}\right|}}}.

C'est une conséquence directe du lemme de Schwarz-Pick : en utilisant le fait qu'une transformation de Cayley W(z) = (z − i)/(z + i) est une application conforme envoyant le demi-plan supérieur H vers le disque unité D, on obtient que l'application W ∘ f ∘ W−1 est holomorphe et envoie D sur D. En appliquant le lemme de Schwarz-Pick à la fonction W ∘ f ∘ W−1 et en utilisant l'expression explicite de W, on arrive au résultat voulu. De même, pour tout z ∈ H,
{\displaystyle {\frac {\left|f'(z)\right|}{{\text{Im}}(f(z))}}\leq {\frac {1}{{\text{Im}}(z)}}}.
Si l'égalité a lieu pour l'une de deux inégalités précédentes, alors f est une transformation de Möbius à coefficients réels, c'est-à-dire
{\displaystyle f(z)={\frac {az+b}{cz+d}}}
avec a, b, c, d ∈ R, et ad − bc > 0.